# SN 2006az
SN 2006az – supernowa typu Ia odkryta 23 marca 2006 roku w galaktyce NGC 4172. W momencie odkrycia miała maksymalną jasność 17,10m.